# Вардак, Рошанак
Рошанак Вардак (пушту: روشنک وردگ; дари: روشنک وردگ; род. 1962, Вардак) — афганский гинеколог и бывший политик из провинции Вардак. В 2021 году она была названа одной из 100 женщин Би-би-си вместе с пятьюдесятью другими афганскими женщинами.

## Медицинская карьера
Во время гражданской войны в Афганистане в начале 1990-х годов был убит её отец, а Вардак была беженкой в Пакистане и оказывала медицинскую помощь другим беженцам. Позже Вардак вернулась в Афганистан и в 1996 году начала заниматься гинекологией, узнав, что более 40 женщин умерли при родах в её родной провинции Вардак. В том же году, незадолго до прихода к власти талибов, она открыла свою первую клинику. В этот период Вардак была единственной женщиной-врачом, практикующей в своей провинции; она также бросила вызов традициям, отказавшись носить бурку, но при этом носила хиджаб. Вардак возобновила свою работу врачом после того, как в 2010 году закончилась её политическая карьера.

## Политическая карьера
Отец и дед Вардак были местными политиками, на парламентских выборах 2005 года Вардак баллотировалась как независимый кандидат и была избрана членом Народной палаты от провинции Вардак. Во время своего депутатства она критически относилась к военному вмешательству Запада в Афганистан и поддерживала установление отношений с талибами, чтобы прийти к более прочным соглашениям и предотвратить дальнейший конфликт. Она также высоко оценила элементы правительства Талибана, существовавшего в конце 1990-х годов, в том числе уровень безопасности, который они обеспечили стране; также критично она отнеслась к последующему мятежу талибов, которых сравнила с группой преступников. Вардак критиковала Талибан за позицию в отношении женского образования, отметив в 2010 году, что в провинции Вардак там где поддержка Талибана была самой высокой, в пуштунских округах, нет школ для девочек. Вардак продолжала работать неполный рабочий день врачом в больнице Сайдабада, когда была депутатом. После парламентских выборов 2010 года Вардак перестала быть депутатом; во время избирательной кампании она получала угрозы от представителей талибов и обвиняла других кандидатов во вбросах бюллетеней.
Первоначально Вардак высоко оценила возвращение талибов к власти после падения Кабула в августе 2022 года, считая предыдущее правительство во главе с Ашрафом Гани коррумпированным. С тех пор она стала более критично относиться к режиму, особенно в отношении его позиции по образованию девочек, и публично выступала за открытие школ для девочек по всей стране.

## Личная жизнь
Вардак родилась и выросла в провинции Вардак, Афганистан. На 2021 год Вардак не замужем и живёт в Сайдабаде, где управляет частной клиникой.

## Признание
Вардак была признана одной из 100 женщин Би-би-си 2021 года.